# Сан-Маркос (Халиско)
Сан-Маркос (исп. San Marcos) — посёлок в Мексике, в штате Халиско, входит в состав одноименного муниципалитета и является его административным центром. Численность населения, по данным переписи 2020 года, составила 3478 человек.

## Общие сведения
Название San Marcos дано в честь святого Марка.
В до-испанский период в этой местности находилась деревня Чистик или Хистик, в которой проживали индейцы тольтеки.
В 1524 году регион был покорён племянником Эрнана Кортеса, конкистадором Франсиско Кортесом.
Современное поселение было основано 28 июня 1740 года священником Антонио де Хесусом, в нём поселились 20 испанских и 50 коренных жителей, занятых на золотых приисках.
В 1886 году Сан-Маркос получил статус посёлка.
Он расположен в 100 км к западу от столицы штата, города Гвадалахара, на региональной автодороге № 4.

## Население
| Год  | Численность | Численность |
| ---- | ----------- | ----------- |
| 2000 | 3091        | [ 7 ]       |
| 2005 | 3179        | [ 8 ]       |
| 2010 | 3383        | [ 9 ]       |
| 2020 | 3478        | [ 10 ]      |